# Atlantica (Kontinent)
Atlantica ist ein hypothetischer, erdgeschichtlicher Kontinent, der vor rund 2 Milliarden Jahren existiert haben soll. Er umfasste Teile Westafrikas und Teile des östlichen Südamerika.

## Namensgebung
Der Name wurde von John J. W. Rogers 1996 vorgeschlagen. Der Name leitet sich vom Atlantik ab, der heute durch den früheren Kontinent hindurchgeht. 

## Bestandteile
Atlantica entstand vor rund 2 Milliarden Jahren durch die Vereinigung des Westafrikanischen Kratons und des Kongo-Kratons in Afrika sowie von Guyana-Kraton, Brasil-Kraton, Sao Francisco-Kraton und dem Rio de la Plata-Kraton in Südamerika. Hauptargument für eine frühere Zusammengehörigkeit sind mächtige, etwa 2000 Millionen Jahre alte fluviatile und deltaische Sedimente auf diesen fünf Kratonen.

## Atlantica als erdgeschichtlicher Kontinent
Nach der Entstehung Atlanticas vor 2,1 bis 2 Milliarden Jahren wurde es um 1,8 Milliarden Jahren integraler Bestandteil des Superkontinents Columbia. Atlantica wurde zu einem späteren Zeitpunkt integraler Bestandteil von Gondwana bzw. von Westgondwana. Im oberen Mesozoikum wurde das frühere Atlantica durch die Öffnung des Atlantiks getrennt.